# سوخوژبره
سوخوژبره (به لهستانی:  Suchożebry) یک روستا در لهستان است که در گمینا سوخوژبره واقع شده‌است. سوخوژبره ۵۸۶ نفر جمعیت دارد.